# MBot

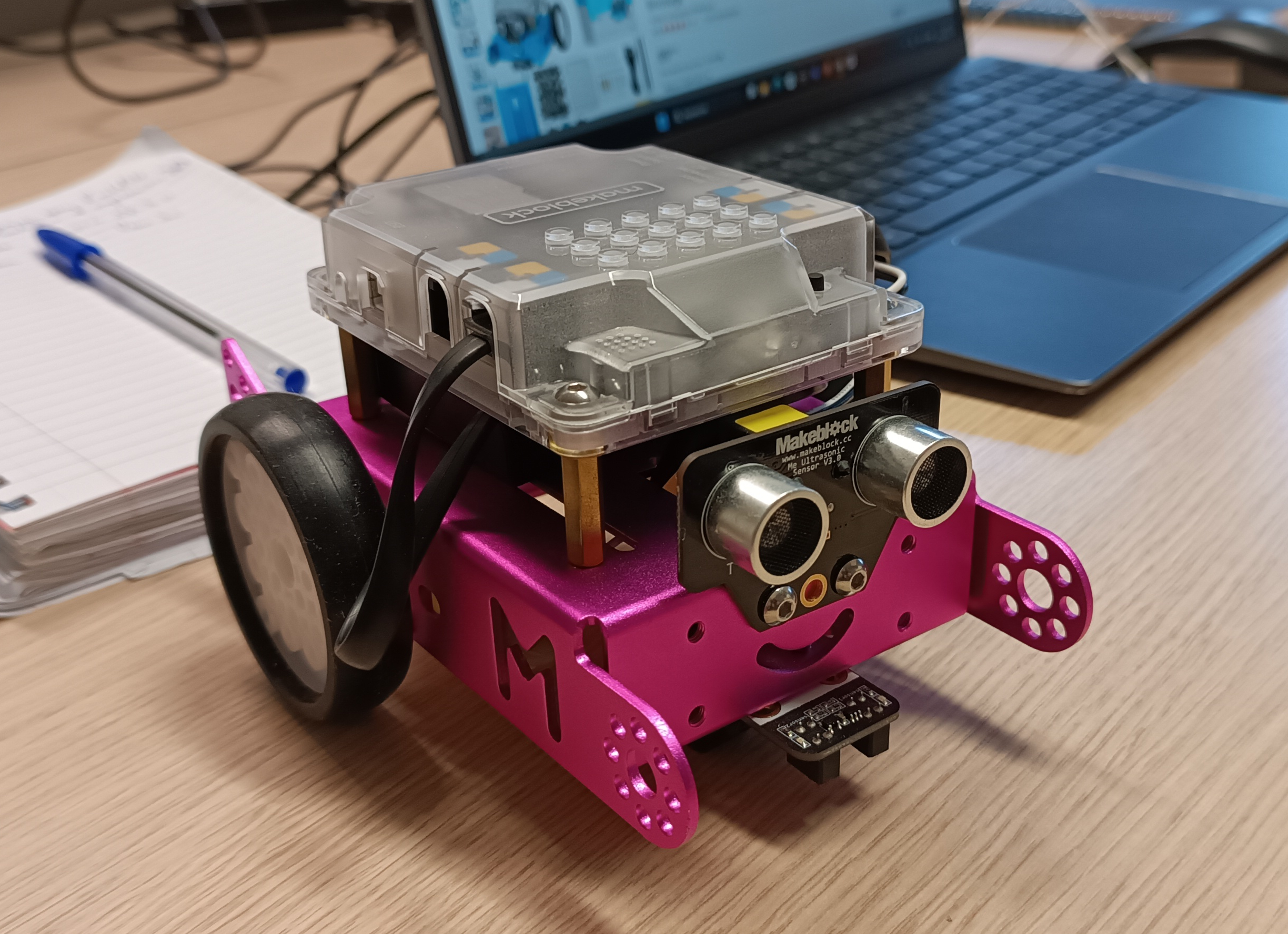
mBot

mBot ist ein Roboter-Bausatz zu Ausbildungszwecken für Schüler ab acht Jahre, der mit Hilfe von Scratch, einer visuellen Programmiersprache, gesteuert werden kann. Der Roboter, der die Arduino-IDE unterstützt, wird von Makeblock, einer Firma in Shenzhen, China hergestellt. 

## mBot Ranger
mBot Ranger ist ein Roboter-Bausatz aus welchem sich drei verschiedene Roboter bauen lassen (Kettenfahrzeug; Raptor mit drei Rädern; nervöser Vogel mit zwei Rädern).